# Блейк, Сидни Фей
Сидни Фей Блейк (англ. Sidney Fay Blake, 31 августа 1892 — 31 декабря 1959) — американский ботаник.

## Биография
Сидни Фей Блейк родился в городе Стоутон (штат Массачусетс) 31 августа 1892 года.
Он изучал ботаническую систематику в Гарварде, получив степень бакалавра искусств в 1912 году, степень магистра в 1913 году и степень доктора философии в области ботаники в 1917 году.
Блейк начал работу в качестве ботаника в Бюро растениеводства Министерства сельского хозяйства США в 1917 году и работал там до самой смерти. Он внёс значительный вклад в ботанику, описав множество видов растений.
Сидни Фей Блейк умер 31 декабря 1959 года.

## Научная деятельность
Сидни Фей Блейк специализировался на папоротниковидных, Мохообразных и на семенных растениях.